# 西淡三原インターチェンジ
西淡三原インターチェンジ（せいだんみはらインターチェンジ）は、兵庫県南あわじ市松帆西路にある神戸淡路鳴門自動車道のトランペット型のインターチェンジである

## 道路
- E28 神戸淡路鳴門自動車道（9番）

直接接続
- 兵庫県道31号福良江井岩屋線（淡路サンセットライン）
- 兵庫県道126号松帆八木線

## 周辺
- 慶野松原
- ゆとりっく（南あわじ市営の温泉施設）
- 吉備国際大学地域創成農学部
- 淡路ファームパーク イングランドの丘
- 養宜館
- 市役所三原庁舎
- 市役所中央庁舎

## 料金所

### 入口
- ブース数:2
  - ETC専用:1
  - 一般:1

### 出口
- ブース数:2
  - ETC専用:1
  - 一般:1

## 隣
E28 神戸淡路鳴門自動車道
(8)洲本IC/BS - 緑PA/BS - 榎列BS - (9)西淡三原IC - 志知BS/陸の港西淡 - (10)淡路島南IC/BS/PA